# Kubu
Kubu – jedno z plemion malajskich zamieszkujących Sumatrę. Populacja około 40 tys. osób. Plemię koczownicze, zajmujące się łowiectwem i zbieractwem. Pozostałość autochtonicznej ludności wyspy.
Zamieszkują przede wszystkim indonezyjską prowincję Jambi. Posługują się językiem kubu z wielkiej rodziny austronezyjskiej.
Nazwa Kubu ma charakter pejoratywny, sami określają się jako orang Rimba. Oficjalne określenie to Suku Anak Dalam (poza orang Rimba obejmuje kilka innych grup etnicznych).